# Bursera permollis
Bursera permollis är en tvåhjärtbladig växtart som beskrevs av Standley & Steyerm.. Bursera permollis ingår i släktet Bursera och familjen Burseraceae. Inga underarter finns listade i Catalogue of Life.